# Vue Hoorn
Vue Hoorn is een bioscoop in Hoorn van bioscoopexploitant Vue. De bioscoop bevindt zich aan de Westfriese Parkweg, grenzend aan ijsbaan De Westfries. Het is een van de nieuwere bioscopen van Vue, geopend op 2 juli 2014, destijds nog als JT Bioscoop. Vue Hoorn was de eerste bioscoop die aan de beurt kwam tijdens de naamsverandering van JT naar Vue in 2016. Hierbij kreeg de foyer een opknapbeurt, werden alle logo's en uitingen vervangen en werd er in elke zaal een aantal extra comfortabele stoelen geplaatst.
De bioscoop heeft vijf zalen en had totale capaciteit van 889 stoelen. Echter zijn er door het plaatsen van de vip-stoelen, de extra comfortabele, bredere stoelen, nu in totaal 878 stoelen verspreid over de zalen.
| Naam      | Capaciteit | Beeld       | Geluid                  |
| --------- | ---------- | ----------- | ----------------------- |
| Zaal 1    | 161        | 2K 2D/3D    | Dolby 5.1 + 7.1         |
| Zaal 4    | 122        | 2K 2D       | Dolby 5.1 + 7.1         |
| Zaal 5    | 146        | 2K 2D/3D    | Dolby 5.1 + 7.1         |
| Zaal 6    | 146        | 2K 2D       | Dolby 5.1 + 7.1         |
| XD Zaal 7 | 303        | 2K/4K 2D/3D | Dolby 5.1 + 7.1 + Atmos |